# Lewis Williams Douglas

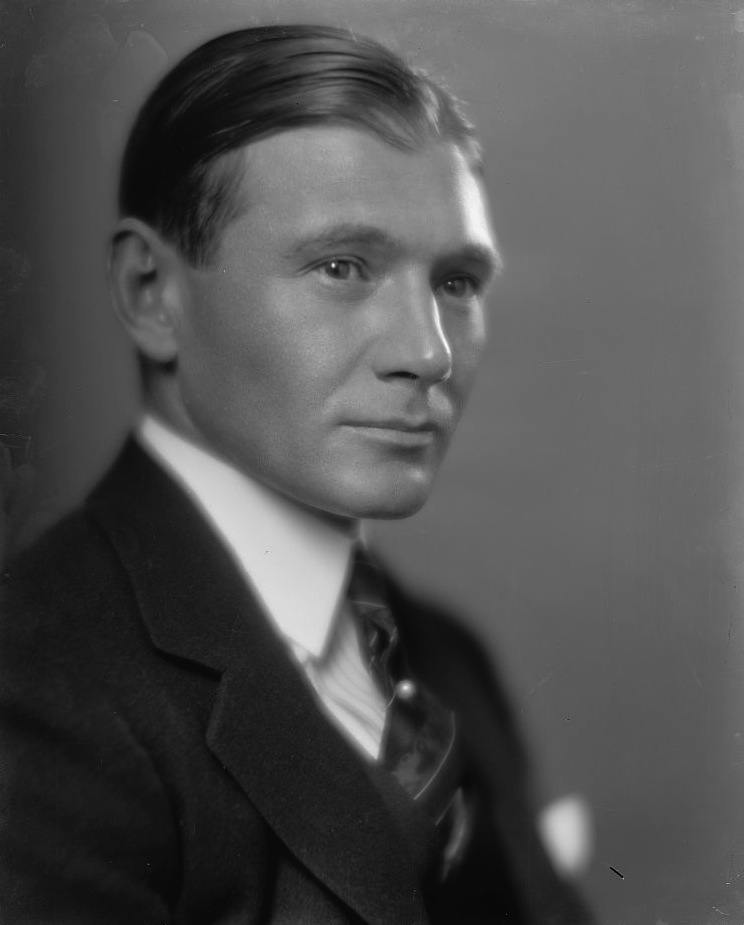
Lewis Williams Douglas

Lewis Williams Douglas (* 2. Juli 1894 in Bisbee, Arizona; † 7. März 1974 in Tucson, Arizona) war ein US-amerikanischer Politiker. Zwischen 1927 und 1933 vertrat er den ersten Wahlbezirk des  Bundesstaats Arizona im US-Repräsentantenhaus. Von 1947 bis 1950 war er Botschafter der Vereinigten Staaten im Vereinigten Königreich.

## Frühe Jahre
Lewis Douglas besuchte nach der Grundschule die Montclair Academy in New Jersey und dann bis 1916 das Amherst College in Massachusetts. Außerdem studierte er zwischen 1916 und 1917 am Massachusetts Institute of Technology (MIT). Zwischen dem 15. August 1917 und dem 18. Februar 1919 war er Offizier der US-Armee, in deren Reihen er am Ersten Weltkrieg teilnahm. Nach dem Krieg unterrichtete er bis 1920 am Amherst College das Fach Geschichte.

## Politische Laufbahn
Nach 1920 kehrte er in seine Heimat Arizona zurück und beteiligte sich am Bergbau, eine Branche, in der bereits sein Vater und Großvater tätig gewesen waren. Politisch wurde er Mitglied der Demokratischen Partei. Zwischen 1923 und 1925 war er Abgeordneter im Repräsentantenhaus von Arizona. Bei den Kongresswahlen des Jahres 1926 wurde er als Abgeordneter in das US-Repräsentantenhaus gewählt. Dort absolvierte er zwischen dem 4. März 1927 und dem 3. März 1933 drei Legislaturperioden. Er war auch in den Wahlen des Jahres 1932 wiedergewählt worden, trat aber sein neues Mandat im 73. Kongress nicht an. Stattdessen wurde er von Präsident Franklin D. Roosevelt zum Leiter der Haushaltsabteilung innerhalb der Bundesregierung ernannt (Director of the Budget). Dieses Amt hatte er zwischen dem 7. März 1933 und dem 31. August 1934 inne. An diesem Tag trat er zurück, weil er mit Roosevelts New-Deal-Politik nicht einverstanden war.

## Weiterer Lebenslauf
Von 1934 bis 1938 war Lewis Douglas Vizepräsident und Vorstandsmitglied eines Chemiekonzerns. Zwischen 1938 und 1939 war er im Vorstand der McGill University in Montreal. Von 1940 bis 1947 leitete er eine Versicherungsgesellschaft. Während des Zweiten Weltkriegs war er im Vorstand der War Shipping Administration, einer Behörde, die zivile Schiffe für militärische Zwecke rekrutierte. Nach dem Krieg wurde er von Präsident Harry S. Truman zum US-Botschafter in Großbritannien ernannt. Dieses Amt bekleidete er von 1947 bis 1950. Von 1944 bis 1965 war er einer der Direktoren bei General Motors und gleichzeitig Vorsitzender der Southern Arizona Bank & Trust Company. Im Jahr 1953 leitete er eine Regierungskommission zur Untersuchung internationaler Wirtschaftsprobleme. In den Jahren 1966 und 1967 war er auch Mitglied einer Kommission, die sich mit der Lage der amerikanischen Indianer befasste, gehörte dem Rat für auswärtige Beziehungen an. Seine letzten Lebensjahre verbrachte Lewis Douglas auf seiner Ranch in Arizona. Seit 1942 war er gewähltes Mitglied der American Philosophical Society. Er starb im März 1974 in Tucson.